# Thamalakane
De Thamalakane is een rivier in het noordwesten van Botswana. Het is een endoreïsche rivier en loopt aan de zuidkant van de Okavangodelta. Hij begint als de hoofdtak van de Khwai en mondt na ruim 120 kilometer uit in de Boteti.
De Thamalakane stroomt door Maun, de grootste stad in het noordwestelijke district en het belangrijkste startpunt voor safari's in de Okavangodelta. Ten noorden en ten zuiden van het centrum van Maun ligt een brug over de Thamalakane, die deel uitmaakt van de belangrijkste verkeersaders door de stad.